# Tory Lane
Tory Lane (ur. 30 września 1982 w Lauderdale) – amerykańska aktorka i reżyserka filmów pornograficznych polskiego i włoskiego pochodzenia.

## Życiorys

### Wczesne lata
Urodziła się w Lauderdale na Florydzie. Od szóstego roku życia trenowała balet klasyczny. Po ukończeniu szkoły średniej, uczyła się w Broward Community College. Pracowała jako barmanka w klubie The Elbo Room na Ft. Lauderdale Beach, a także w sex shopie i jako striptizerka w nocnych lokalach na Florydzie.

### Kariera
Na Florydzie poznała aktora, producenta i reżysera filmów porno Petera Northa. Wkrótce przeniosła się do Kalifornii i podpisała kontrakt z agencją LA Direct Models.
W wieku 22 lat zadebiutowała w produkcji New Sensations Double Teamed 4 (2004) w scenie seksu z Benem Englishem i Marco Banderasem, a następnie w wzięła udział w filmie Suze Randall Młode i urocze (Young and the Raunchy, 2004).
W latach 2005–2007 i 2015 pracowała dla Kink.com, biorąc udział w scenach sadomasochistycznych, takimi jak uległość, głębokie gardło, rimming, cunnilingus, kobieca ejakulacja, fisting analny i pochwowy, pegging, plucie i bicie. Były to serie Fucking Machines, Men in Pain, Ultimate Surrender, Whipped Ass, Wired Pussy  z Katją Kassin, Julie Night, Isis Love, Nadią Styles, Holly Wellin, Satine Phoenix, Claire Adams i Wolfem Lotusem.
Dorabiała też jako striptizerka, jeżdżąc po nocnych klubach znajdujących się w Zachodniej Ameryce. Prowadziła własną stronę internetową, na której czatowała z fanami i udostępnia im własne ekskluzywne zdjęcia oraz filmy.
W 2006 była finalistką drugiego sezonu pay-per-view programu Playboy TV Jenna's American Sex Star z Roxy Jezel, Jenną Presley i Daisy Marie, ale w finale straciła nagrodę.
W maju 2007 Lane podpisała dwuletni kontrakt z Sin City jako wykonawczyni i reżyserka.
W 2017 została przyjęta do honorowej Alei Sław AVN Hall of Fame.

## Życie prywatne
W 2005 wyszła za mąż za reżysera filmów porno, Ricka Shamelessa i postanowiła występować tylko w scenach z udziałem kobiet. Cztery miesiące po ślubie rozwiodła się z Shamelessem i powróciła do kręcenia scen heteroseksualnych.
Lane była przyjaciółką Jennifer Ketcham i w 2012 pojawia się w jej wspomnieniach Jestem Jennie (I Am Jennie). Ketcham oświadczyła, że Lane wykorzystała pieniądze, które zarobiła w branży, aby zapewnić dobry byt jej siostrze, dalszej rodzinie i sobie i określiła ją jako „jedną z niewielu odpowiedzialnych dziewcząt w branży”.
W lutym 2015 roku była aresztowana i wycofana z lotu samolotu Delta Air Lines za rzekome ataki na członków załogi lotniczej i innych pasażerów. Później została pozwana przez stewardesę ws. urazów z tego zdarzenia.

## Nominacje i nagrody
| Rok  | Nagroda         | Kategoria                                                 | Film                   | Inni wykonawcy | Rezultat  |
| ---- | --------------- | --------------------------------------------------------- | ---------------------- | --- | --------- |
| 2006 | XRCO Award      | Najlepsza wykonawczyni roku                               | –                      | – | Nominacja |
| 2007 | AVN Award       | Najlepsza gwiazdka roku                                   | –                      | – | Nominacja |
| 2007 | F.A.M.E. Awards | Ulubiona gwiazda seksu oralnego                           | –                      | – | Nominacja |
| 2007 | F.A.M.E. Awards | Ulubiona gwiazda seksu analnego                           | –                      | – | Nominacja |
| 2009 | AVN Award       | Najlepsza scena seksu POV                                 | Double Vision 2 (2008) | Katja Kassin i Erik Everhard | Wygrana   |
| 2010 | AVN Award       | Najlepsza scena seksu grupowego                           | 2040 (2009)            | Alektra Blue, Brad Armstrong, Mick Blue, Kayla Carrera, TJ Cummings, Jessica Drake, Kaylani Lei, Marcus London, Jayden Jaymes, Mikayla Mendez, Rocco Reed i Randy Spears | Wygrana   |
| 2013 | AVN Award       | Najlepsza scena triolizmu (dziewczyna/dziewczyna/chłopak) | Anal Boot Camp (2012)  | Amy Brooke i Nacho Vidal | Nominacja |
| 2013 | AVN Award       | Najlepsza scena podwójnej penetracji                      | Anal Invitation (2012) | Mr. Pete i Steve Holmes | Nominacja |
| 2014 | AVN Award       | Niedoceniona gwiazdka roku                                | –                      | – | Nominacja |
| 2015 | AVN Award       | Nagroda fanów: Wykonawczyni Kinkiest                      | –                      | – | Nominacja |
| 2016 | AVN Award       | Najlepsza scena seksu grupowego                           | Brazzers House (2015)  | Ava Addams, Erik Everhard, Nikki Benz, Tommy Gunn, Toni Ribas, Ramón Nomar, Romi Rain i Phoenix Marie                                                                    | Nominacja |
| 2016 | XBIZ Award      | Najlepsza scena w realizacji gonzo                        | Brazzers House (2015)  | Ava Addams, Erik Everhard, Nikki Benz, Tommy Gunn, Toni Ribas, Ramón Nomar, Romi Rain i Phoenix Marie                                                                    | Nominacja |
| 2017 | AVN Award       | AVN Hall of Fame                                          | –                      | – | Nominacja |